# 谢灵厄姆
谢灵厄姆（Sheringham，/ˈʃɛrɪŋəm/）是英國英格蘭諾福克郡的一個城市。據2011年英國人口普查，謝林漢姆有人口7,367人。當地的主要景點有謝林漢姆博物館。